# Alôsiô Dư Nhuận Thâm
Alôsiô Dư Nhuận Thâm (tiếng Trung: 余潤深, Louis Yu Run-shen; sinh 1929) là một giám mục người Trung Quốc của Giáo hội Công giáo Rôma. Ông hiện giữ chức vụ Giám mục Chánh tòa Giáo phận Hán Trung. Ông cũng đồng thời là Cố vấn giáo hội "nhất hội nhất đoàn", một tổ chức giáo hội Công giáo của Trung Quốc, Ủy viên Hội nghị Hiệp thương Chính trị Nhân dân (Chính hiệp) tỉnh Thiểm Tây.

## Thân thế đạo nghiệp
Alôsiô Dư Nhuận Thâm sinh năm 1929 (có tài liệu ghi ông sinh năm 1931), người gốc Thiểm Tây (Trung Quốc), thuộc dân tộc Hán.
Sau thời gian tu học chủng viện, ngày 8 tháng 12 năm 1957, ông được phong chức Linh mục. Năm 1985, linh mục Alôsiô Dư Nhuận Thâm được Hội Công giáo Yêu nước Trung Quốc đề cử vào chức vụ Giám mục chính tòa Giáo phận Hán Trung. Lễ tấn phong giám mục của ông được tổ chức ngày 30 tháng 11 năm 1986.
Trước đó, vào năm 1981, Tòa Thánh đã mật phong chức Giám mục cho Linh mục Batôlômêô Dư Thành Đễ. và năm 1984 đã bổ nhiệm tân giám mục vào vị trí Giám mục Hán Trung. Việc tấn phong cũng như việc bổ nhiệu giám mục Alôsiô Dư Nhuận Thâm được thực hiện mà không có sự phê chuẩn của Tòa Thánh. Vì vậy, trong thời gian từ năm 1986 đến năm 2003, giáo phận Hán Trung cùng lúc có 2 giám mục chính tòa.
Vấn đề tế nhị này càng khó khăn hơn vì giám mục Batôlômêô Dư Thành Đễ không công nhận vai trò của Hội Công giáo Yêu nước Trung Quốc. Vì vậy, vị giám mục bất hợp thức Alôsiô Dư Nhuận Thâm chọn một giải pháp ôn hòa hơn khi đồng ý vai trò như một phụ tá trên thực tế cho giám mục Batôlômêô Dư Thành Đễ, đồng thời trên danh nghĩa vẫn là một giám mục chính tòa đối với chính quyền Trung Quốc. Ông cũng đồng thời liên lạc với Tòa Thánh để tỏ bày được Tòa Thánh xem xét hòa giải và nối lại sự hiệp thông.
Năm 2003, giám mục Batôlômêô Dư Thành Đễ xin từ chức vì lý do sức khỏe. Đối với Tòa Thánh, Giáo phận Hán Trung rơi vào tình trạng trống tòa. Trên thực tế, giám mục Alôsiô Dư Nhuận Thâm trở thành người cai quản Giáo phận Hán Trung. Năm 2004, ông được bầu làm Ủy viên thường vụ Giám mục đoàn Công giáo Trung Quốc. Trong thời gian 2005-2006, Tòa Thánh chấp nhận xem xét hòa giải vào nối lại sự hiệp thông với ông, công nhận chức phẩm giám mục đã thành sự. Tuy nhiên, mãi đến khi giám mục Batôlômêô Dư Thành Đễ qua đời vào năm 2009, Tòa Thánh mới công nhận chức vụ Giám mục Hán Trung của ông.
Tháng 12 năm 2010, ông được bầu làm cố vấn giáo hội "nhất hội nhất đoàn" của Trung Quốc. Tháng 4 năm 2019, Tòa Thánh và chính quyền Trung Quốc, qua cuộc bầu cử từ các linh mục, tu sĩ và giáo dân, chọn ứng viên Stêphanô Tư Hồng Vĩ làm giám mục chính tòa Hán Trung, kế vị ông. Giám mục Tư sau đó được tấn phong ngày 28 tháng 8 năm 2019, với chức vị được xác định lại là giám mục phó, giám mục Dư tiếp tục đảm nhận vai trò giám mục chính tòa Hán Trung.